# Zijdeschildering van een man die een draak berijdt
Zijdeschildering van een man die een draak berijdt (人物御龍帛畫; pinyin: Rénwù yù lóng bóhuà) is een Chinees schilderij op zijde uit de Periode van de Strijdende Staten (475–221 v.Chr.). Het is zowel een van de oudste Chinese schilderijen als een van de oudste schilderingen op zijde. Het doek werd in 1973 ontdekt in de Zidanku-tombe no. 1 in Changsha, in de provincie Hunan. Het maakt deel uit van de collectie van het Provinciaal Museum van Hunan en werd door de Chinese regering in 2002 opgenomen op de lijst van Chinese culturele relikwieën die niet in het buitenland mogen worden tentoongesteld.

## Functie
Zijden schilderijen werden in de Periode van de Strijdende Staten gebruikt voor begrafenisdiensten. In de stoet werd de zijden doek voor de kist omhoog gehouden, om zo de ziel van de overleden persoon te troosten en kalmeren. Toen Zijdeschildering van een man die een draak berijdt werd ontdekt, lag het vlak tussen de doodskist en de buitenkist.

## Beschrijving
Op het donkerbruine zijde is een man afgebeeld die een bootvormige draak aan een teugel berijdt. Hij draagt een hoge hoed, een lang, wapperend gewaad en om zijn middel een lang zwaard. De paraplu bovenin toont aan dat de eigenaar van adel is. Een karper onder de draak leidt de weg en achter de ruiter staat een kleine zilverreiger. Het werk wordt geassocieerd met De rivier betreden (涉江; pinyin: Shè jiāng), een gedicht van Qu Yuan uit het Chu-koninkrijk. Hierin sprak de dichter over "het dragen van een lang zwaard met een vreemde kleur, het dragen van een hoge hoed in de qieyun-stijl" (帶長鋏之陸離兮, 冠切雲之崔嵬; pinyin: Dài zhǎng jiá zhī lùlí xī, guān qiè yún zhī cuīwéi).
Het werk wordt geprezen om zijn dynamiek en zijn elegante penseelvoering. Het ontwerp is eenvoudig, maar mysterieus. Om deze redenen wordt het vaak vergeleken met Zijdeschildering van een dame, fenix en draak, een gelijksoortig schilderij op zijde uit dezelfde periode.